# Mr. Monk Helps Himself
Mr. Monk Helps Himself è il sedicesimo romanzo basato sulla serie televisiva Detective Monk. È stato pubblicato il 4 giugno 2013. Come gli altri romanzi, la storia è narrata da Natalie Teeger, l'assistente di Adrian. Si tratta del primo romanzo della serie ad essere scritto da Hy Conrad.

## Trama
Monk decide che è giunto il momento per Natalie Teeger di diventare una detective privata per aiutarlo meglio nella risoluzione delle indagini. Tuttavia essi cominciano a discutere: Natalie vorrebbe risolvere il caso di una donna che apparentemente si è suicidata, mentre in realtà è stata uccisa, mentre Adrian è interessato alle indagini su un clown ucciso per intossicazione.

## Personaggi
- Adrian Monk: il detective protagonista del romanzo, interpretato nella serie da Tony Shalhoub
- Natalie Teeger: assistente di Adrian e narratrice del racconto, interpretata nella serie da Traylor Howard